# Гольц, Богумил
Богумил Гольц (нем. Bogumil Goltz; 1801—1870) — немецкий юмористический писатель; дядя физиолога Фридриха Гольца.

## Биография
Богумил Гольц родился 20 марта 1801 года в городе Варшаве в семье прусского государственного служащего командированного в польскую столицу. Учился во Вроцлавском университете.
В первых своих книгах «Buch der Kindheit» (1847) и «Ein Jugendleben» (1851) он выступил перспективным учеником Жан-Поля-Рихтера и талантливо отобразил в своих произведениях много юмора и парадоксальной жизненной правды. 
Дальнейшие его произведения не оправдали возлагаемых литературными критиками на Гольца надежд; они, согласно «ЭСБЕ» были «полны странностей, натянутых острот и цинизма». Из этих произведений наиболее известны: «Das Menschendasein in seinen weltewigen Zügen und Zeichen» (1850), «Ein Kleinstädter in Aegypten» (1853), «Der Mensch und die Leute» (1858), «Die Deutschen» (1860), «Feigenblätter» (1861).
Богумил Гольц умер 12 ноября 1870 года в городе Торунь и был похоронен на местном кладбище.